# Как погода
«Как погода» (иер. трад. 美國心, кант.-рус.: Мэй го синь, англ. Just Like Weather) — гонконгская драма 1986 года, режиссёр Аллен Фон. Главные роли в фильме исполнили Лэй Юк-Гуэн и Чан Хун-Нинь.
Картина получила 8 номинаций на 6-й Гонконгской кинопремии. Аллен Фон завоевал главный приз в номинации «Лучшая режиссёрская работа», Лэй Юк-Гуэн — «Лучший новый актёр», Ли Юк-Вай, Квок Кеунг — «Лучший монтаж».

## Сюжет
Молодая супружеская пара из Гонконга (Лэй Юк-Гуэн, Чан Хун-Нинь) эмигрируют в США в погоне за американской мечтой. Надежды супругов на лучшую жизнь рушатся из-за осознания того, что Америка вовсе не является страной возможностей, как им казалось.

## В ролях
- Лэй Юк-Гуэн
- Чан Хун-Нинь
- Аллен Фон — камео
- Чан Тин-Гвонг
- Мак Цзи-Кин
- Чжэн Чи-Хун
- Кирк Вонг
- Чэн Сяоцзюань
- Ли Мэй-Ва

## Награды и номинации
| Награды                    | Награды                    | Награды                | Награды   |
| Кинопремия                 | Категория                  | Лауреат / претендент   | Результат |
| -------------------------- | -------------------------- | ---------------------- | --------- |
| 6-я Гонконгская кинопремия | Лучший фильм               | Как погода             | Номинация |
| 6-я Гонконгская кинопремия | Лучшая режиссёрская работа | Аллен Фон              | Победа    |
| 6-я Гонконгская кинопремия | Лучшая женская роль        | Лэй Юк-Гуэн            | Номинация |
| 6-я Гонконгская кинопремия | Лучший новый актёр         | Лэй Юк-Гуэн            | Победа    |
| 6-я Гонконгская кинопремия | Лучший сценарий            | Чонг Чау ЭнДжи         | Номинация |
| 6-я Гонконгская кинопремия | Лучшая операторская работа | Чан Лок-И, Чан Бин-Лам | Номинация |
| 6-я Гонконгская кинопремия | Лучший монтаж              | Ли Юк-Вай, Квок Кеунг  | Победа    |
| 6-я Гонконгская кинопремия | Лучшая музыка              | Винг-Фай Лау           | Номинация |